# Neczung
 Neczung  (tyb.: གནས་ཆུང་དགོན་པ།, Wylie: gnas-chung lcog, ZWPY: Naiqung Gönba; chiń. upr. 乃琼寺; chiń. trad. 乃瓊寺; pinyin Nǎiqióng Sì) – siedziba państwowej Wyroczni Tybetu do 1959 r.
Znajduje się 10 minut drogi od klasztoru Drepung. Historia wyroczni sięga VIII wieku i początkowo wyrocznia znajdowała się w klasztorze Samje. Wierzono, że wróżby wypowiada lokalne bóstwo Pehar Gyalpo ustami medium. Później uznano to bóstwo za głównego obrońcę dalajlamów a w XVII wieku V Dalajlama wybudował dla bóstwa Pehar nową siedzibę w Neczung. Dalajlamowie zawsze zasięgali rady wyroczni w Neczung podczas Nowego Roku tybetańskiego. Klasztor Neczung jest niewielki, wcześniej zamieszkiwało go 100 mnichów, obecnie jest ich około 20. W 1959 r. przestał być siedzibą wyroczni, która wraz z XIV Dalajlamą przeniosła się do Dharamsali w Indiach.